# La Reine Soleil (film)
Pour le roman initial, voir La Reine Soleil.
Pour plus de détails, voir Fiche technique et Distribution.
La Reine Soleil est un long métrage d'animation franco-hongro-belge réalisé par Philippe Leclerc et sorti en France le 4 avril 2007 et en Belgique le
15 août 2007. C'est une libre adaptation du roman de Christian Jacq, La Reine Soleil, paru en 1988.

## Synopsis
Le film se déroule en Égypte antique, au temps de la XVIIIe dynastie, et met en scène le voyage initiatique de la jeune Akhesa (de son nom complet Ânkhésenpaaton), ravissante princesse de 14 ans. Lorsque son aventure commence, l’impétueuse jeune fille se rebelle contre son père, le pharaon Akhenaton, scandalisée que ce dernier épouse la sœur aînée d'Akhesa, Mérytaton, alors que leur mère est toujours en vie. Refusant de vivre confinée dans l’enceinte du palais royal, elle veut découvrir pourquoi sa mère, la reine Néfertiti, est partie s’exiler sur l’île Éléphantine.
Aidée du prince Thout (futur Toutankhamon), Akhesa s’enfuit dans l’espoir de retrouver sa mère. Au mépris du danger, les deux adolescents voyagent alors des rives du Nil aux dunes brûlantes du désert, affrontant avec courage le mercenaire Zannanza et les prêtres d'Amon-Ré qui complotent pour renverser le pharaon.
Avec leur innocence comme seule arme, Akhesa et Thout surmonteront de nombreuses épreuves, et connaîtront ensemble un destin extraordinaire.

## Fiche technique
- Réalisation : Philippe Leclerc
- Scénario : Christian Jacq, Gilles Adrien, Hadrien Soulez Lariviere
- Musique : Didier Lockwood
- Montage : Nathalie Delvoye
- Production : Philippe Alessandri, Leon Zuratas
- Société de Distribution : LCJ Éditions et Productions
- Langue : français

## Distribution (voix)
- Coralie Vanderlinden : Akhesa
- David Scarpuzza : Thout
- Arnaud Léonard : Akhénaton
- Catherine Conet : Néfertiti
- Philippe Allard : Gulmekiz / Zannanza
- Alexandra Corréa : Mérytaton
- Jean-Marc Delhausse : Mahou
- Patrick Donnay : Seneb
- Gérard Duquet : Aÿ
- Daniel Dury : Sogoth
- Nathalie Hons : Maia
- Mathieu Moreau : Horemheb
- Philippe Résimont : Barka
- Martin Spinhayer : Doser

## Production
L'idée originale du projet est inspirée au producteur Philippe Alessandri par son épouse : l'adaptation du roman La Reine Soleil de Christian Jacq a l'avantage de fournir comme base pour le scénario un roman dont les héros sont des enfants. La première version du script est coécrite par Gilles Adrien et Hadrien Soulez-Larivière ; le script est commencé en 2001 et achevé deux ans plus tard. Tous deux choisissent de n'adapter que la première moitié du livre et de faire de la princesse Akhesa l'héroïne principale. Philippe Leclerc retravaille ensuite le script, dont il renforce l'humour ainsi que l'aspect fantastique. Le scénario final s'inspire beaucoup de la mythologie égyptienne pour les éléments fantastiques.
L'univers visuel est développé par l'équipe du film en collaboration avec Neil Ross, ancien collaborateur de DreamWorks Animations, qui fournit les bases de l'univers visuel du film, retravaillées par la suite sous la direction de Philippe Leclerc.
Le projet du film et l'équipe principale sont français, mais la fabrication a été confiée à des studios hongrois : Cinemon pour l'animation et Greykid Pictures pour les effets, le compositing et une partie de l’animation. L'équipe française se rend régulièrement sur place et initie chacune des phases de l'animation, parfois en formant les équipes locales pour l'occasion. L'animation en deux dimensions se fait sans l'emploi de celluloïd : les dessins sont dessinés sur des feuilles de papier, puis scannés afin d'être colorisés par ordinateur et intégrés au décor à l'aide d'un logiciel de compositing.